# 米尔萨德·巴利奇
米尔萨德·巴利奇（1962年3月4日—），波斯尼亚和黑塞哥维那男子足球运动员。他曾代表南斯拉夫国奥队参加1984年夏季奥林匹克运动会足球比赛，获得一枚铜牌。他也曾参加1990年国际足联世界杯。